# Benedetto Erba Odescalchi
Benedetto Caietano Giuseppe Erba Odescalchi (Como, Italia, 7 de agosto de 1679 - Milán, Italia, 13 de diciembre de 1740) fue un cardenal italiano de la Iglesia católica. También se desempeñó como arzobispo de Milán.

## Biografía
Nació en Como, ciudad de la Lombardía de Italia. Era hijo del senador Antonio Maria Erba y su esposa Teresa Turcon. Su tío, Benedetto Odescalchi, quien fue elegido papa de la Iglesia católica en 1676 tomando el nombre Inocencio XI, murió cuando su sobrino tenía 10 años de edad, y en 1709 Erba decidió tomar su apellido. El 23 de febrero de 1700 recibió el doctorado en In utroque jure en la Universidad de Pavía y tomó una carrera en la administración de los Estados Pontificios: en 1706 se convirtió en el referendo de los Tribunales de la Firma Apostólica, el 18 de abril de 1709 fue nombrado vice legado en Ferrara y el 31 de julio de 1710 vice legado en Bolonia, un puesto que mantuvo hasta el 10 de septiembre de 1710.
El 28 de febrero de 1689, con su tonsura, Erba Odescalchi entró en el estado clerical, y fue ordenado diácono el 11 de octubre de 1711. Luego, el 18 de diciembre de 1711 fue nombrado arzobispo de Tesalónica, y poco después obispo consagrado en Roma por el cardenal Fabrizio Paolucci. El 25 de enero de 1712 se convirtió en el Asistente en el Trono Pontificio, durante el mandato de Clemente XI. También se desempeñó como nuncio apostólico en Polonia desde el 25 de enero de 1712 hasta el 5 de octubre del mismo año.

## Arzobispo de Milán y cardenalato
El 5 de octubre de 1712 fue nombrado arzobispo de Milán, sin embargo, ingresó a Milán en agosto de 1714 debido a sus continuos servicios diplomáticos. Posteriormente el 30 de enero de 1713 fue nombrado cardenal de Santi Nereo e Achilleo, título que mantuvo hasta 1725 cuando se trasladó a la Basílica de los Santos Apóstoles, ocupando el título de Santi XII Apostoli.
Como arzobispo de Milán se centró en actividades pastorales. Se ocupó de la educación de los sacerdotes seculares y trató de reformar los monasterios de las monjas. En 1717 hizo una visita pastoral a un área remota de la diócesis, en las montañas de Ticino, y también en los años siguientes visitó las áreas remotas de su diócesis. Desde 1723 comenzó las llamadas Misiones Urbanas para aumentar el sentimiento religioso de la ciudad.
Fundó el seminario de San Juan de la Pared en Milán, uno de los más grandes de la ciudad, y el 22 de julio de 1714 aprobó la Congregación de los Misioneros Oblatos y en 1735 autorizó la construcción de una casa de Ursulinas en Milán.
El Ducado de Milán pasó del Imperio español a la monarquía de los Habsburgo, logrando que Erba Odescalchi mantenga buenas relaciones con todos los poderes políticos. Participó en los cónclaves papales de 1721, 1724 y 1730.

## Muerte
En 1731 sufrió un accidente cerebrovascular que lo dañó durante los años siguientes. Debido a este problema de salud, renunció como arzobispo de Milán el 6 de diciembre de 1736 y se retiró a vivir a la casa de su familia en Milán, donde murió el 13 de diciembre de 1740. Fue enterrado en la iglesia cercana de San Giovanni in Conca.